# دان سدرستروم
دان سدرستروم (انگلیسی: Dan Söderström؛ زادهٔ ۵ آوریل ۱۹۴۸) بازیکن هاکی روی یخ اهل سوئد است.